# Hands (Album)
Hands (deutsch: Hände) ist das Debütalbum der britischen Elektropop-Sängerin und Musikerin Little Boots.
Es erschien am 8. Juni 2009 unter dem Label Sixsevenine. Das Album erreichte Platz 5 der UK-Charts und Platz 20 der irischen Charts.
Die erste Single des Albums, New In Town, wurde ein Top-20-Hit, die zweite Single, Remedy, produziert von RedOne, konnte sich auf Platz 6 der britischen Single-Charts platzieren. Die dritte Single des Albums, Earthquake, wurde am 16. November veröffentlicht.
Das Album enthält hauptsächlich Songs über Liebe, Beziehungen und Herzschmerz und lässt sich stilistisch in die Kategorien Pop, Dance, Elektropop und Synthpop einordnen.

## Hintergrund
Little Boots begann mit den Aufnahmen für das Album im Frühjahr 2008 in Los Angeles. Während ihres Aufenthaltes dort verbrachte sie zwei Tage im Studio mit RedOne, in denen der Song Remedy entstand. Im Januar 2009 stellte sie die Songs für das Album zusammen.
Der Albumtitel Hands kommt von dem gleichnamigen Song, der auf der CD-Version als Hidden Track nach dem Lied No Brakes beigefügt ist. Das Albumcover stellt laut Little Boots eine Mischung aus Vergangenheit und Gegenwart dar, als Reflexion der Musikstile des Albums.

## Titelliste
1. New In Town (Victoria Hesketh, Greg Kurstin) – 3:19
2. Earthquake (Hesketh, Kurstin) – 4:04
3. Stuck On Repeat (Hesketh, Kurstin, Joe Goddard) – 3:22
4. Click (Hesketh, Jas Shaw, Fred Ball) – 3:16
5. Remedy (Hesketh, RedOne) – 3:19
6. Meddle (Hesketh, Kurstin, Goddard) – 3:16
7. Ghost (Hesketh, Shaw) – 3:03
8. Mathematics (Hesketh, Kurstin, Goddard) – 3:26
9. Symmetry (Hesketh, Roy Kerr, Anu Pillai, Kid Gloves) – 4:30
10. Tune Into My Heart (Hesketh, Pascal Gabriel, Semothy Jones) – 3:42
11. Hearts Collide (Hesketh, Richard „Biff“ Stannard, Julian Peake) – 3:45
12. No Brakes (Hesketh, Stannard, Peake) – 3:58
13. Hands (Hesketh, Shaw) – 4:06

## Kritik
Kritiker äußerten sich dem Album gegenüber in ihren Rezensionen recht positiv. Auf Metacritic erreichte es einen Score von 70 zu 100. Matthias Manthe von Laut.de gab dem Album 4 von 5 Punkten und erklärte, Hands bestehe aus einem Dutzend hervorragend arrangierter, stets kurzweiliger Dancepop-Stücke. „Hesketh verabreicht dem Dancefloor von Boomboxing im Süßwarenladen (New In Town) zu bratzendem Technopop (Stuck On Repeat) immer genau die Dosis, von der man mehr will.“

## Singles

### New In Town
Die Leadsingle des Albums, New In Town (deutsch: Neu In Der Stadt) ist am 15. Mai 2009 veröffentlicht worden. Der Song wurde von den Nächten, die Little Boots während der Aufnahmen ihres Albums in Los Angeles verbrachte inspiriert. Hauptthema des Songs ist das Ausgehen und Feiern, obwohl man pleite ist und keine Freunde hat, mit denen man den Abend verbringen kann.
Das Musikvideo zum Song wurde von Jake Nava im April 2009 in Los Angeles gedreht. Es beginnt mit Little Boots, die in einem Auto sitzt und dann unter einer Überführung mit einer Gruppe Obdachloser tanzt. Danach sieht man rivalisierende Gangs miteinander tanzen.
| #  | Titel                                         | Länge |
| -- | --------------------------------------------- | ----- |
| 1. | New In Town                                   | 3:19  |
| 2. | New In Town (No One Is Safe-Alkapranos Remix) | 5:22  |

### Remedy
Die zweite Single des Albums, Remedy (deutsch: Heilmittel) war die bisher erfolgreichste. Sie wurde von RedOne produziert, der unter anderem schon für Lady Gaga tätig wär. Der Song handelt davon, dass Musik, Gesang und Tanz eine Art Heilmittel für jede Art von Problem im Leben sind.
Der Single war insgesamt 13 Wochen in den Charts.
Das zugehörige Musikvideo wurde von David Wilson in London gedreht. Es zeigt Little Boots in einem silbernen Kleid, wie sie Keyboards und das Tenori-on spielt. Man sieht Little Boots wie sie in die Kamera singt und Szenen, in denen die Bilder wie in einem Kaleidoskop und einem Spiegel bearbeitet wurden.
| #  | Titel      | Länge |
| -- | ---------- | ----- |
| 1. | Remedy     | 3:19  |
| 2. | Love Kills | 3:41  |

### Earthquake
Earthquake (deutsch: Erdbeben) ist die dritte Single des Albums. Sie wurde am 16. November 2009 veröffentlicht. Der Song beschreibt eine zerbrechende Beziehung und jeder neue Streit und jede neue Auseinandersetzung wird mit einem Erdbeben und einem Herzbruch verglichen.
Das Musikvideo zur Single wurde erneut von David Wilson gedreht und hatte am 16. Oktober, einen Monat vor der Veröffentlichung der Single, Premiere. Man sieht Little Boots vor einer Stadt singen und ein Keyboard spielen. Des Weiteren sieht man sie Tränen fangen, die in Zeitlupe fallen.
| #  | Titel      | Länge |
| -- | ---------- | ----- |
| 1. | Earthquake | 4:04  |
| 2. | Catch 22   | 3:41  |

## Musikvideos
| Jahr | Titel       | Regie        |
| ---- | ----------- | ------------ |
| 2009 | New In Town | Jake Nava    |
| 2009 | Remedy      | David Wilson |
| 2009 | Earthquake  | David Wilson |

## Kommerzieller Erfolg

### Chartplatzierungen
| ChartsChartplatzierungen     | Höchstplatzierung | Wochen |
| ---------------------------- | ----------------- | ------ |
| Vereinigtes Königreich (OCC) | 5 (18 Wo.)        | 18     |

### Auszeichnungen für Musikverkäufe
| Land/Region                  | Auszeichnungen für Musikverkäufe (Land/Region, Auszeichnung, Verkäufe) | Verkäufe |
| ---------------------------- | ---------------------------------------------------------------------- | -------- |
| Vereinigtes Königreich (BPI) | Gold                                                                   | 100.000  |
| Insgesamt                    | 1× Gold ·                                                              | 100.000  |